# Плата за въезд в центр Лондона

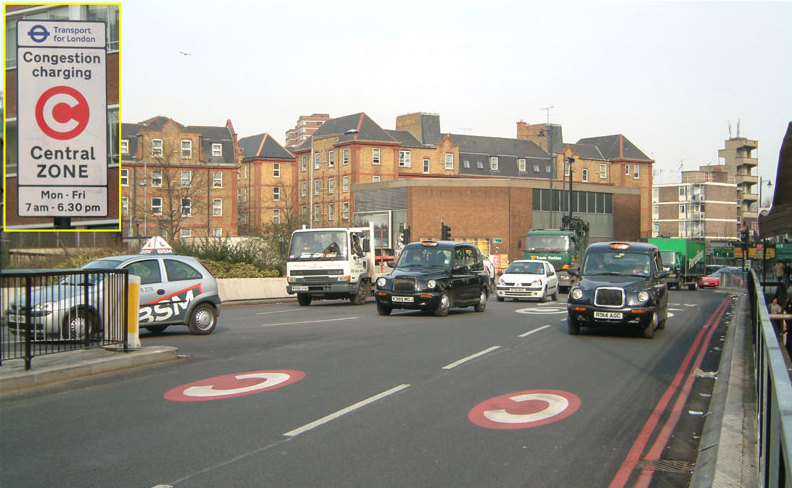
Уличная разметка и знак с красным кружком с белой буквой С внутри на Олд стрит предупреждает водителей о плате за въезд

Плата за въезд в центр Лондона — сбор с автомобилистов за въезд в платную зону Лондона. Пошлина направлена на уменьшение заторов и увеличение фондов капитального строительства транспортной системы Лондона. Плата была введена в Центральном Лондоне 17 февраля 2003 года и была расширена в западной части Лондона 19 февраля 2007 года. Хотя это и не первый проект такого рода в Соединенном Королевстве, он был крупнейшим при внедрении и остается одним из крупнейших в мире. Несколько городов по всему миру ссылались на опыт Лондона при создании собственных систем.
Плата взимается каждый день с понедельника по пятницу с каждого автомобиля за въезд в платную зону с 07:00 до 18:00.
Размер сбора зависит от способа оплаты:
- 10,50 фунтов стерлингов в случае использования системы автоматического взимания платы с предварительной регистрацией пользователем своих платёжных реквизитов (единовременная стоимость регистрации составляет 10,00 фунтов стерлингов).
- 11,50 фунтов стерлингов при использовании системы предоплаты или оплаты в тот же день.
- 14,00 фунтов стерлингов при оплате на следующий рабочий день по телефону или через Интернет.

Жителям платной зоны предоставляется скидка величиной в 90 %.
Штраф за неуплату составляет:
- 65,00 фунтов стерлингов, если штраф оплачен в течение 14 дней
- 130,00 фунтов стерлингов, если штраф оплачен в течение 15—28 дней
- 195,00 фунтов стерлингов, если штраф не оплачен в течение 28 дней

Transport for London (TfL) руководит проектом, Capita Group управляла им до 31 октября 2009 года, с 1 ноября 2009 года управляет проектом IBM. Система в основном работает на автоматической основе с использованием автоматического распознавания автомобильных номеров.